# Guardiola (Vilanova de l'Aguda)
Guardiola és un poble del municipi de Vilanova de l'Aguda, a la Noguera. El 2019 tenia 12 habitants.

## Situació i descripció
Aquest poble, que havia format part de l'antiga baronia de Ribelles, es troba a l'extrem sud del municipi. És un petit llogaret, que té com a centre l'esglesiola, rectangular, amb un campanar d'espadanya sobre la façana, dedicada a Sant Martí. Era una clàssica sufragània, amb el cementiri prop seu. Se celebra la festa major el darrer diumenge d'abril. No lluny del poble hi ha la capella, reconstruïda, de Sant Magí, amb una monumental creu de pedra al davant.
Fins a mitjans del segle xix fou municipi independent.